# مهندسی برق

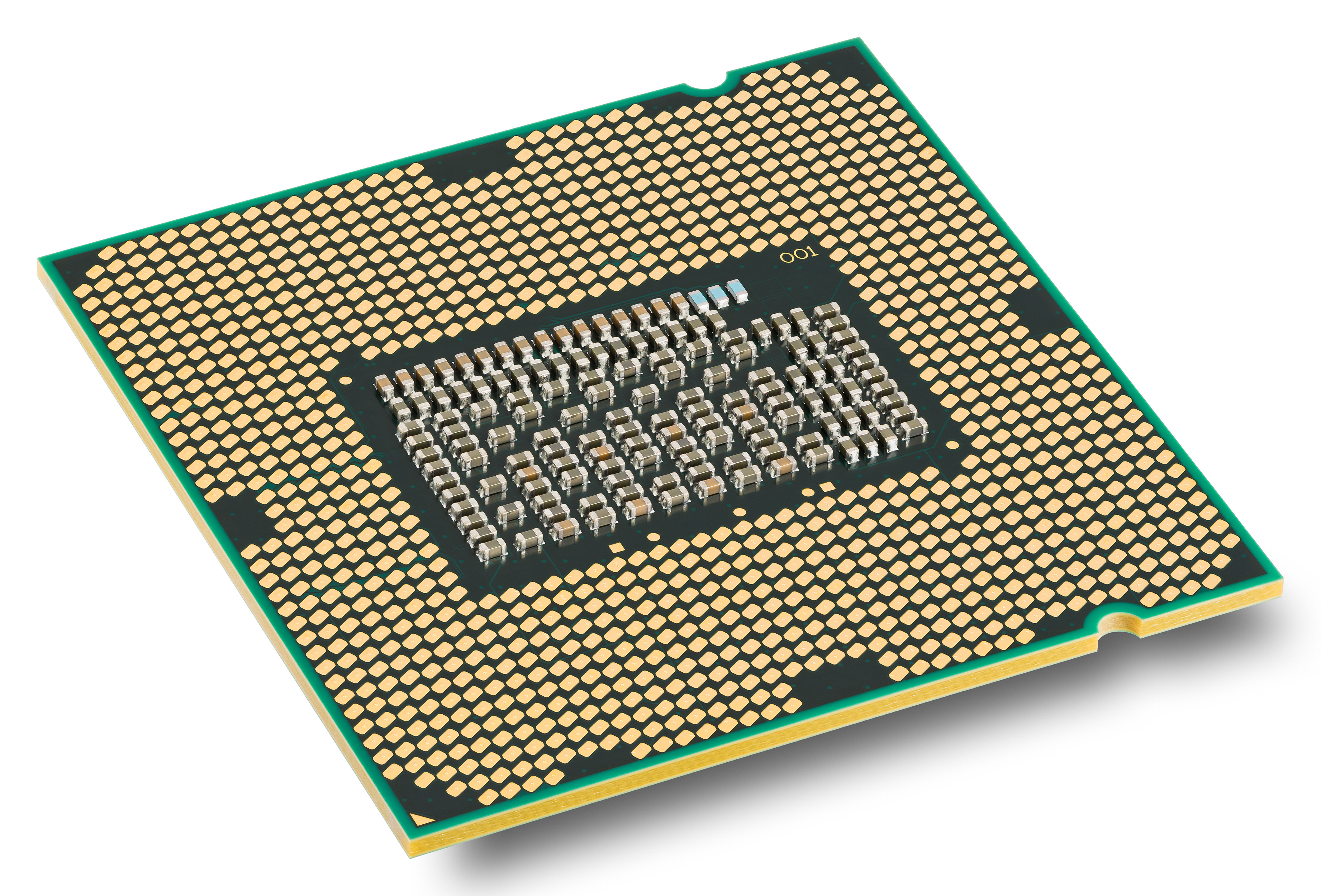
مهندسان الکترونیک سیستم‌های پیچیده پردازش اطلاعات را طراحی می‌کنند. (یک پردازندهٔ رایانه (CPU) اینتل core i7-2600 که با ابعاد ۳۷٫۵x۳۷٫۵ میلی‌متر دارای حدود ۱ میلیارد و ۱۶۰ میلیون ترانزیستور است)

مهندسی برق رشته‌ای از مهندسی است که به الکتریسیته، الکترومغناطیس و الکترونیک می‌پردازد. فراگیرتر شدن استفاده از انرژی الکتریکی و افزایش نیاز به انتقال سریع‌تر اطلاعات، مهندسی برق را به یکی از مهم‌ترین زمینه‌های مهندسی و صنعت تبدیل کرده است.

مهندسی برق به عنوان رشتهٔ مادر نیز شناخته می‌شود زیرا کاربرد گسترده‌ای در سایر رشته‌های مهندسی، صنعت و دنیای مدرن دارد. محور اصلی فعالیت‌های مهندسی برق، تبدیل یک سیگنال به سیگنال دیگر است.

مهندسی مخابرات در حوزه ارسال و دریافت اطلاعات فعالیت می‌کند که مخابرات نوری، میدان و امواج، سیستم و مخابرات رمز از زیرمجموعه‌های آن هستند.

## تاریخچه
الکتریسیته یکی از موضوعات جذاب علمی از اوایل قرن هفدهم بوده است. یکی از اولین مهندسین برق احتمالاً ویلیام گیلبرت بوده است که اولین وسیلهٔ اندازه‌گیری الکتریسیته یا الکتروسکوپ را طراحی کرد و آن را ورسوریوم (versorium) نامید. همچنین او اولین کسی بود که به‌طور واضح مغناطیس و الکتریسیتهٔ ساکن را تمیز داد. تا پیش از حدود دههٔ ۱۸۸۰، مباحث مربوط به الکتریسیته و کاربردهای آن، زیرمجموعه‌ای از فیزیک تلقی می‌شد. این رشته اولین بار در نیمهٔ دوم قرن نوزده میلادی، بعد از تجاری سازی تلگراف، تلفن و توزیع برق و استفاده‌های آن به عنوان یک شغلِ شناخته شده مطرح شد. از حدود سال ۱۸۸۵ برخی دانشگاه‌ها و موسسات فناوری مانند دانشگاه کرنل یا موسسهٔ فناوری ماساچوست، رشتهٔ کارشناسی مهندسی برق را ایجاد نمودند. دانشگاه فنی دارمشتات اولین دانشگاهی بود که در سال ۱۸۸۲ دانشکدهٔ مهندسی برق را ایجاد کرد و پس از آن دانشگاه کرنل و دیگر دانشگاه‌ها این رشته را ارائه نمودند.
مبانی رشته برق در علوم فیزیک و ریاضیات تدوین شده است و دانشمندان بزرگی که پایه‌های علمی رشته مهندسی برق را بنا نهادند عبارتند از:
- مایکل فارادی
- جیمز کلارک ماکسول
- هاینریش هرتز
- آندره ماری آمپر
- گوستاو رابرت کیرشهوف
- الساندرو جوزپه ولتا
- گئورگ زیمون اهم[۱۱]
- نیکولا تسلا

### مهندسان برق معروف

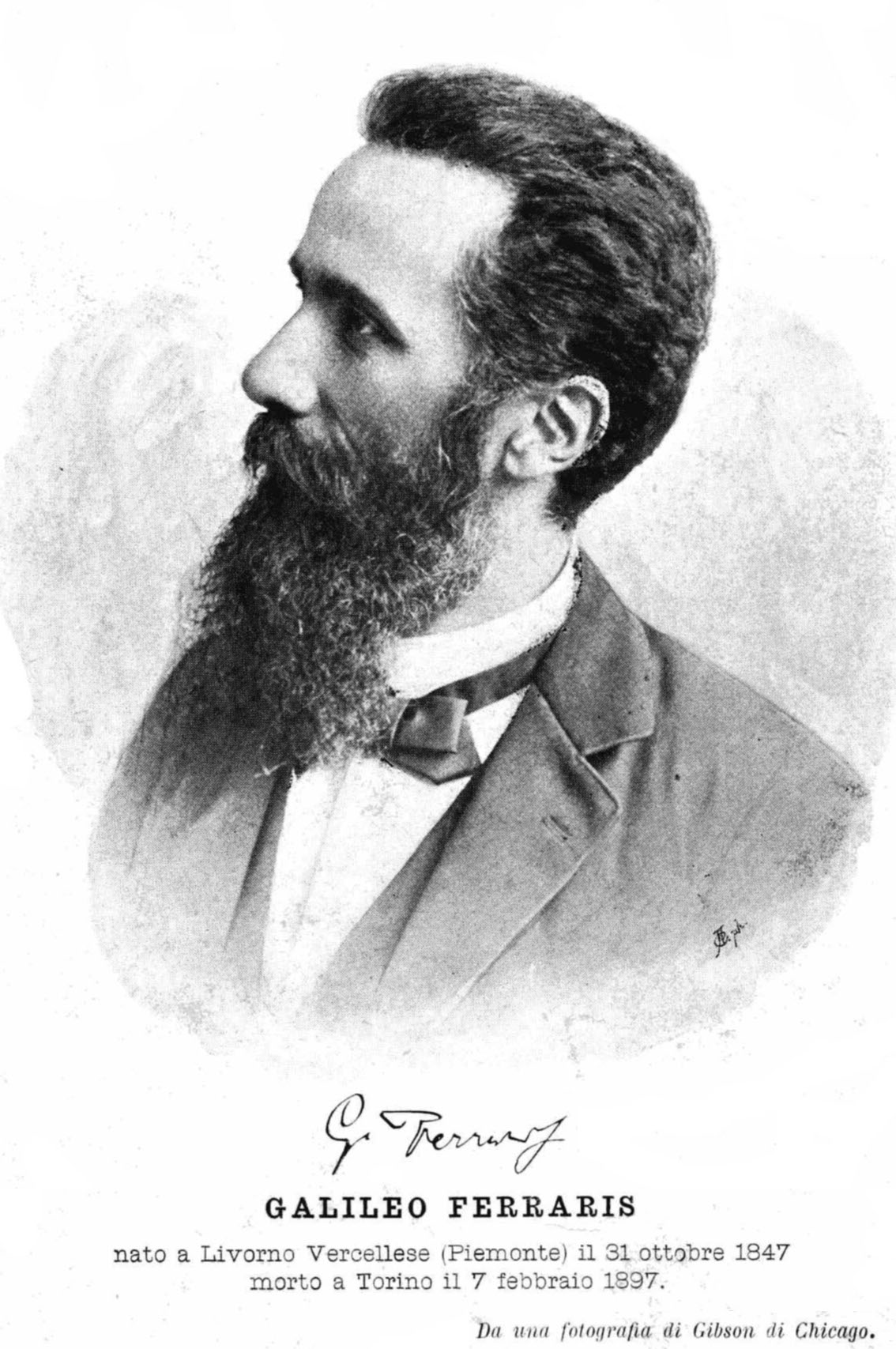
گالیله فراریس نظریه الکترونیک، موتور القایی
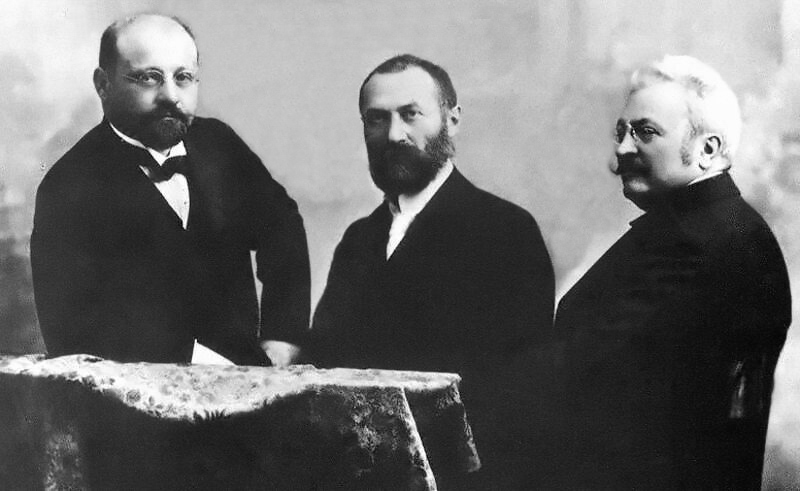
کارولی زیپرنوسکی، اوتو بلاتی، میکسا دری، ترانسفورماتور زد بی دی
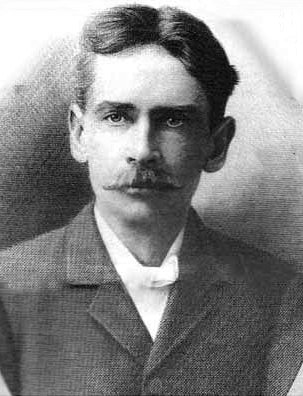
ویلیام استنلی، ترانسفورماتورها
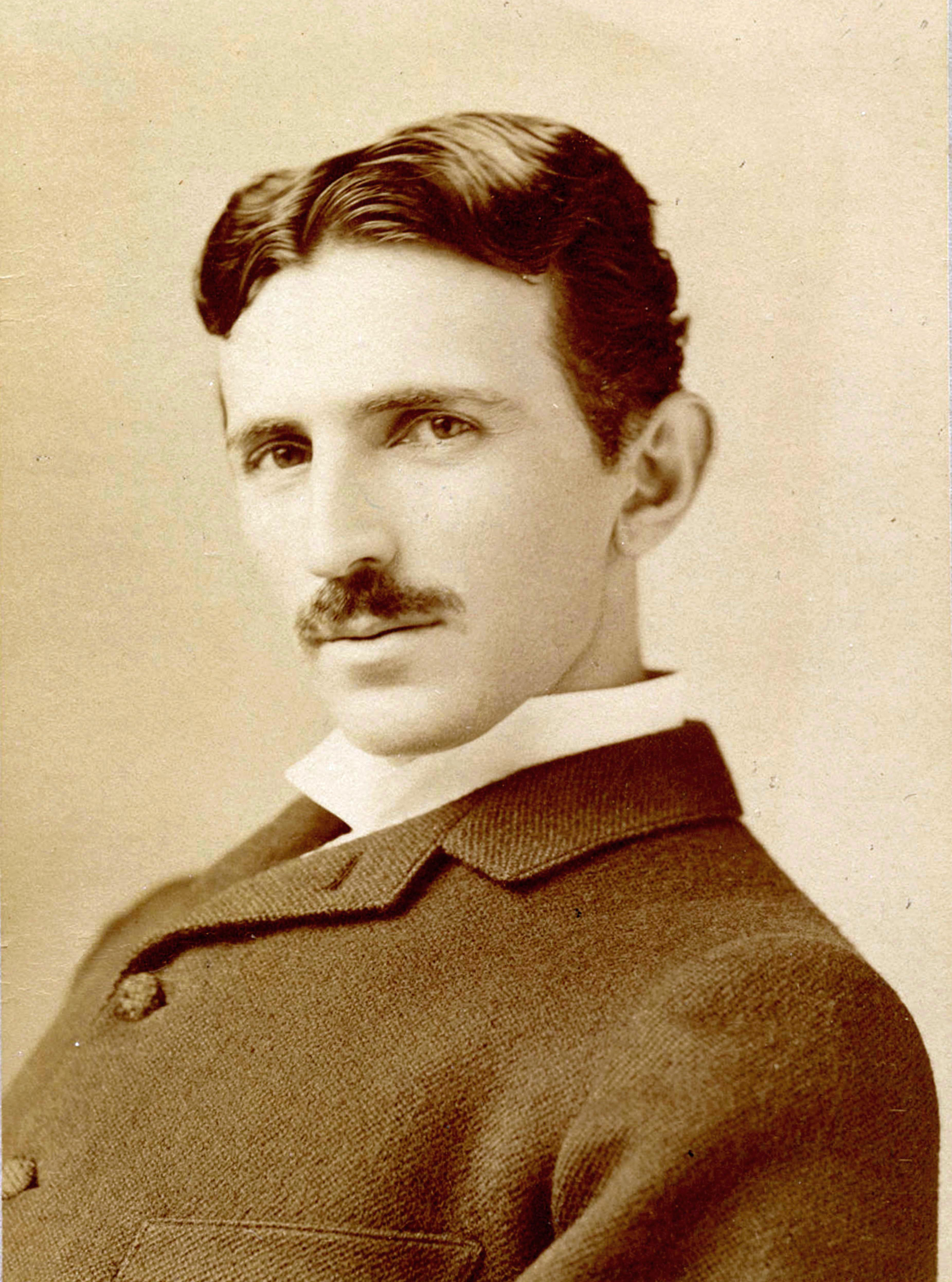
نیکولا تسلا، سیستم چندفاز کاربردی (جریان متناوب) و طراحی موتورهای القایی
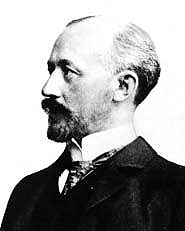
میخاییل دولیوو-دوبروولسکی، توسعه سامانه‌های جریان متناوب سه فاز
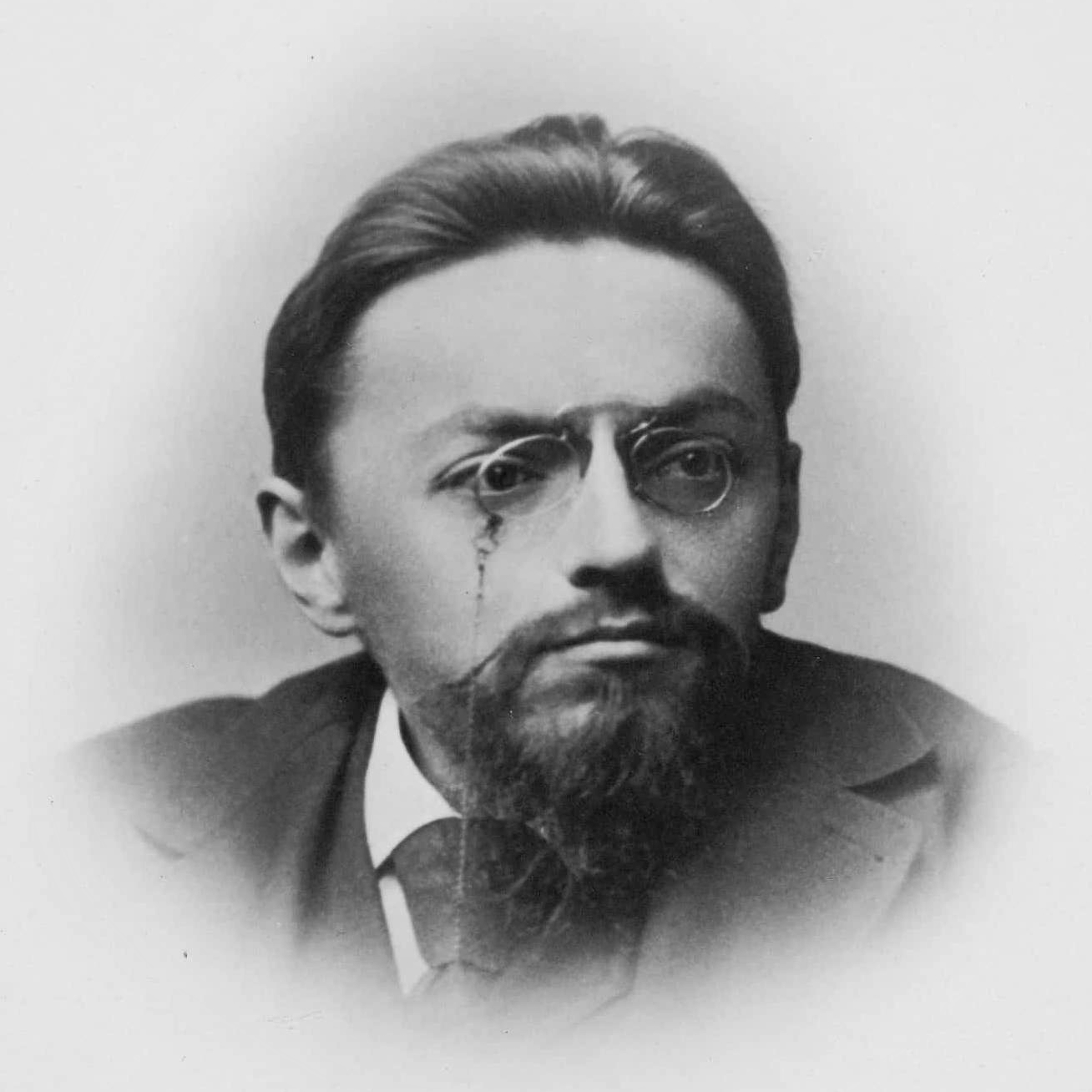
چارلز پروتئوس اشتاینمتز، نظریه‌های ریاضی جریان متناوب برای مهندسان
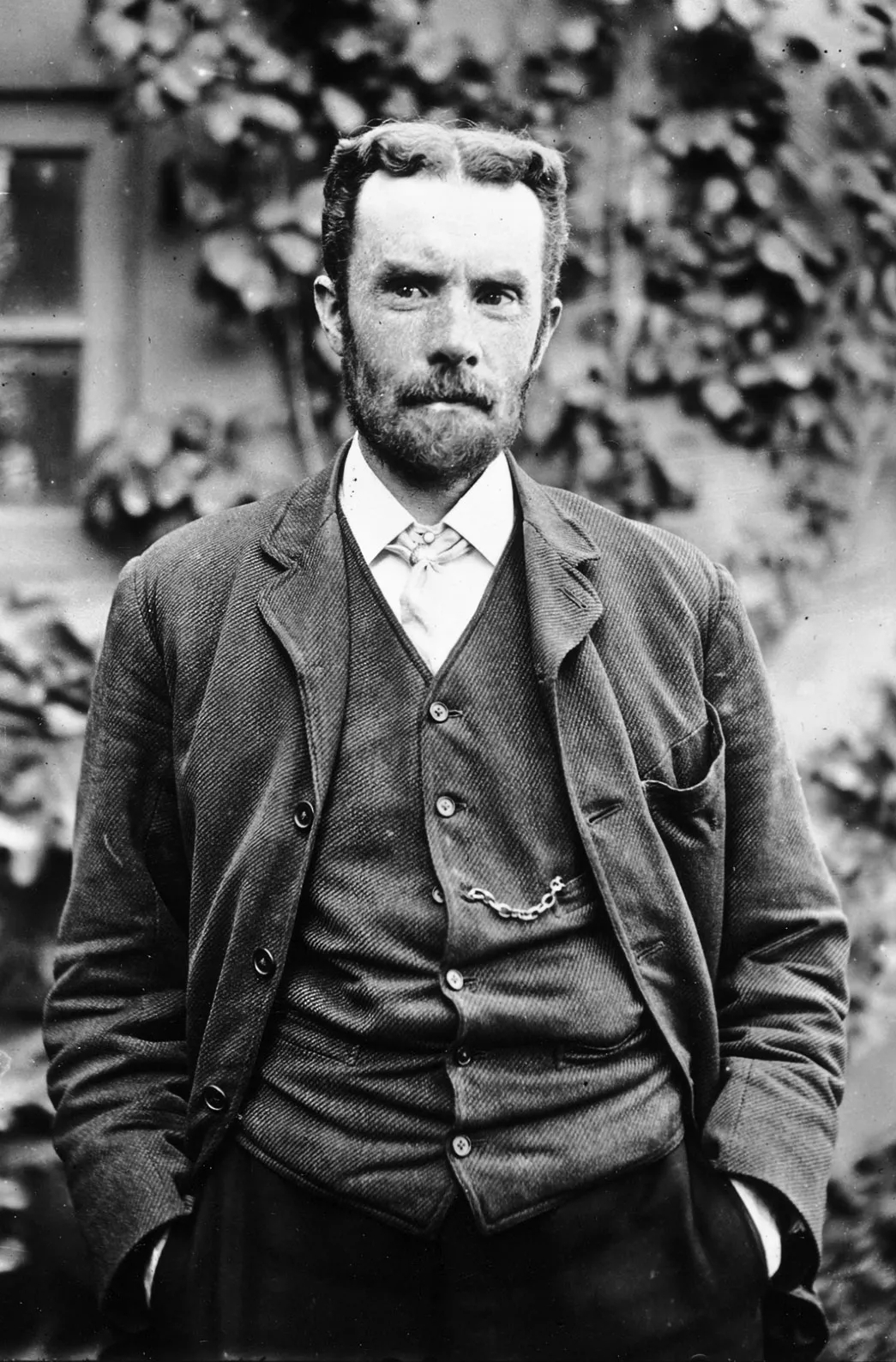
اولیور هویساید، توسعه مدل‌های نظری برای مدارهای الکترونیکی

## اولین مهندس برق در ایران
حیدرخان عمواوغلی (زاده ۱۲۵۹ خورشیدی در سلماس آذربایجان – درگذشته ۵ آبان ۱۳۰۰ در مسجدپیش گیلان) معروف به حیدر برقی، اولین مهندس برق ایران بود و اولین سیم کشی و سیستم برقی در حرم امام هشتم شیعیان به‌دست ایشان بوده است وی تحصیلات خود را در شهر الکساندوپل ارمنستان آغاز کرد و سپس به ایروان رفت تا تحصیلات عالی خود را ادامه دهد در اواخر سال ۱۹۰۲در سن ۲۳ سالگی برای نصب و به‌کار انداختن اولین کارخانه برق که به دستور ناصرالدین شاه قاجار و به مباشرت حاج محمدباقر رضا یوسفی میلانی در جهت روشن کردن آستانه ثامن‌الحجج در مشهد مقدس که از باکو خریداری شده بود، وارد ایران شد

## رشتهٔ مهندسی برق در ایران

### گرایش‌های اصلی مهندسی برق
چهار گرایش اصلی دارد که شامل مهندسی قدرت ،مهندسی مخابرات، مهندسی الکترونیک و مهندسی کنترل هست.
مهندسی برق به دو قسمت عمده تقسیم می‌شود:
1. بررسی و طراحی سیستم‌های انتقال و تبدیل انرژی الکتریکی
2. بررسی و طراحی سیستم‌های الکترونیکی برای پردازش و انتقال اطلاعات. به بیان دیگر، مهندسان برق از الکتریسیته یا برای انتقال انرژی یا برای پردازش اطلاعات استفاده می‌کنند.[۱۴]

### گرایش‌های مقطع کارشناسی
رشته مهندسی برق در مقطع کارشناسی دارای ۵ گرایش زیر است. در برخی دانشگاه‌ها، گرایش دانشجو پس از گذراندن ۳ تا ۵ ترم مشخص می‌شود.
- مهندسی الکترونیک
- مهندسی مخابرات
- مهندسی قدرت
- مهندسی کنترل
- مهندسی پزشکی (بیوالکتریک ـ بیوانفورماتیک در برخی دانشگاه‌ها)
- مهندسی صدا (صرفا در مقطع کارشناسی ارشد)

در دانشگاه‌های صنعتی شریف، تهران، صنعتی امیرکبیر، صنعتی خواجه نصیرالدین طوسی و فردوسی مشهد گرایش سیستم‌های دیجیتال (که در تقسیم‌بندی پنج‌گانه، زیرمجموعه‌ای از گرایش الکترونیک محسوب می‌شود) به ۵ گرایش فوق اضافه شده است در پردیس فنی و مهندسی شهید عباسپور، علاوه‌بر گرایش قدرت، گرایش شبکه‌های انتقال و توزیع دانشگاه آزاد اسلامی ایجاد شده است که ترکیبی از گرایش قدرت و مباحث مربوط به شبکه سراسری برق و مدیریت توزیع و مصرف می‌باشد.

#### مباحث اصلی
مباحث اصلی مهندسی برق موارد زیر هستند:
- معادلات دیفرانسیل، جبر خطی و تحلیل فوریه
- پردازش سیگنال (پیوسته و گسسته‌زمان)
- مدارها و سیستم‌های الکترونیکی آنالوگ
- مدارها و سیستم‌های الکترونیکی دیجیتال، ریزپردازنده‌ها
- الکترومغناطیس، امواج الکترومغناطیسی و آنتن‌ها
- ماشین‌های الکتریکی (موتورها، ژنراتورها و ترانسفورمرها)
- سیستم‌های انتقال انرژی الکتریکی
- سیستم‌های مخابراتی و انتقال اطلاعات (آنالوگ و دیجیتال)
- سیستم‌های کنترل و رباتیک
- مهندسی پزشکی
- مهندسی صدا

مدارهای الکتریکی ۱و۲، سیگنال‌ها و سیستم‌ها، الکترونیک ۱و۲، مدارهای منطقی، الکترومغناطیس، معادلات دیفرانسیل، ریاضیات مهندسی، آمار و احتمالات، ماشین‌های الکتریکی ۱و۲، بررسی سیستم‌های قدرت ۱ برخی از دروسی است که دانشجویان تمام گرایش‌های مهندسی برق در مقطع کارشناسی موظف به گذراندن آن هستند.

### بازار کار مهندسی برق در ایران
صنعت برق در ایران در سال‌های اخیر به شدت در حال رشد است. با توجه به توسعه صنعت و رشد سریع تولیدات صنعتی در کشور، نیاز به برق نیز رو به افزایش است. این رشد در بازار کار برق در ایران، فرصت‌های شغلی جدیدی را برای افراد متخصص در این حوزه ایجاد کرده است.
با توجه به پیشرفت تکنولوژی در صنعت برق، نیاز به نیروی کار متخصص و فنی در این حوزه افزایش یافته است. افرادی که توانایی طراحی، نصب و راه‌اندازی سیستم‌های برق را دارند، در بازار کار برق در ایران بسیار مورد تقاضا هستند. این افراد می‌توانند در شرکت‌های برق صنعتی، صنایع بزرگ و همچنین شرکت‌های ساخت و تولید ماشین‌آلات و تجهیزات صنعتی فعالیت کنند.
برای ورود به بازار کار برق در ایران، افراد نیاز به توسعه مهارت‌های فنی و تجاری دارند. آشنایی با تکنولوژی‌های جدید در حوزه برق، توانایی حل مسائل فنی، تجربه کار با تجهیزات پیشرفته و همچنین توانایی مدیریت پروژه‌های برق از جمله مهارت‌های مورد نیاز در این حوزه هستند.
با توجه به رشد سریع صنعت برق در ایران، فرصت‌های شغلی در این حوزه نیز افزایش یافته است. افرادی که توانایی انجام کارهای مرتبط با برق را دارند، می‌توانند در شغل‌هایی مانند مهندس برق صنعتی، تکنسین برق صنعتی، نصاب برق و مدیر پروژه برق صنعتی فعالیت کنند.
هر چند بازار کار برق در ایران رو به رشد است، اما همچنان چالش‌هایی نیز در این حوزه وجود دارد. برخی از چالش‌های بازار کار برق شامل رقابت شدید، نیاز به توانایی همکاری در تیم، تطابق با استانداردها و مقررات فنی، و همچنین نیاز به آشنایی با تکنولوژی‌های جدید و نوآوری در این حوزه است. افرادی که بتوانند این چالش‌ها را مدیریت کنند، در بازار کار برق در ایران موفقیت‌آمیز خواهند بود.

### گرایش الکترونیک

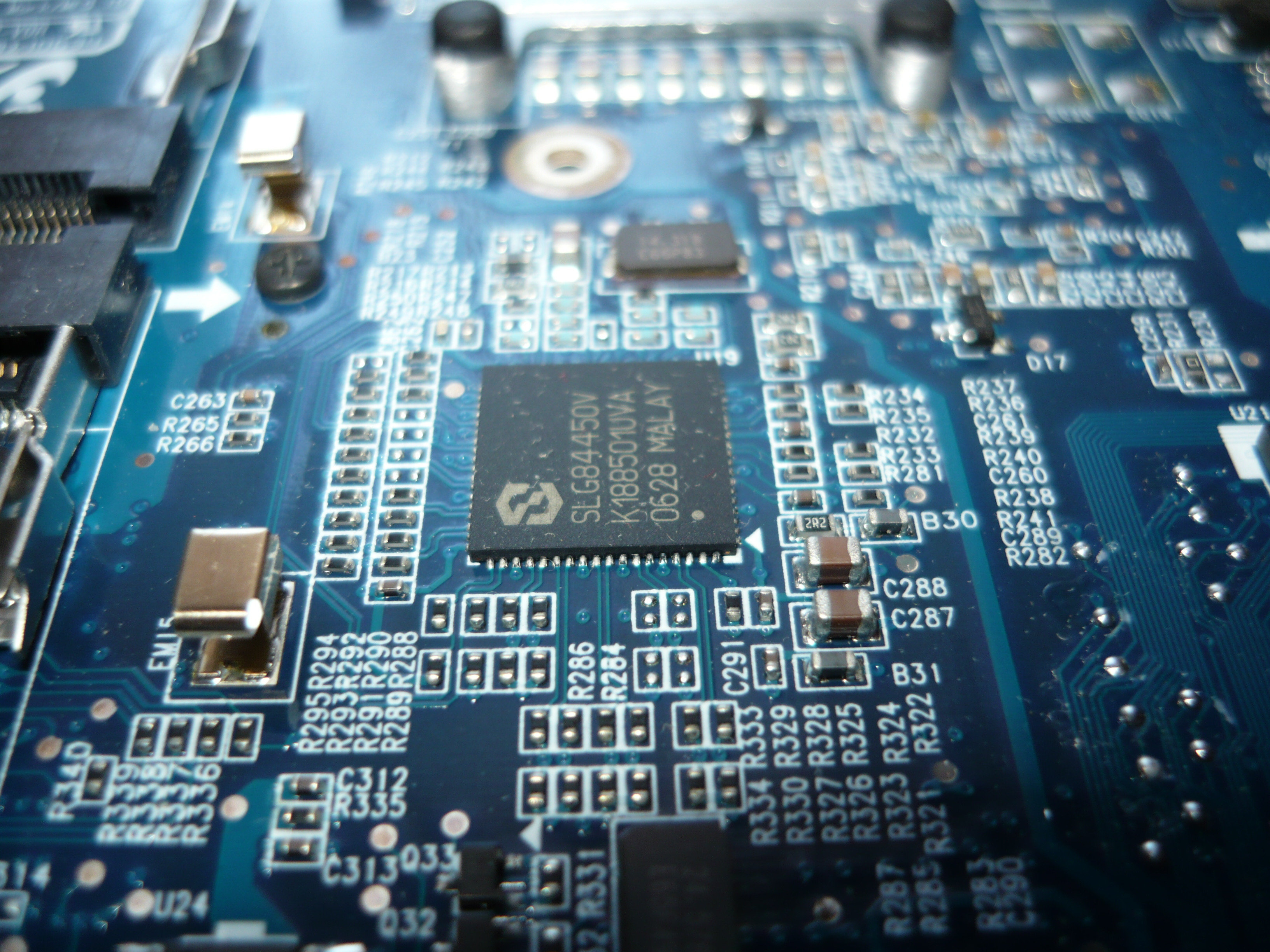
مدارهای پیچیده الکترونیکی

الکترونیک علمی است که به بررسی حرکت الکترون در خلاء در مواد رسانا یا نیمه رسانا و اثرات و کاربردهای آن می‌پردازد. با توجه به این تعریف، مهندس الکترونیک در زمینه ساخت قطعات الکترونیک و کاربرد آن در مدارها، فعالیت می‌کند. البته متأسفانه به علت عدم توانایی رقابت در بازار با برندهای مشهور موجود، در ایران در سطح وسیع، تولید قطعات الکترونیکی صورت نمی‌گیرد.
به عبارت دیگر، زمینه فعالیت مهندسی الکترونیک را می‌توان به دو شاخه اصلی «ساخت قطعات و کاربرد مداری قطعه» و «طراحی مدارهای الکتریکی» تقسیم کرد.

تکنیک پالس، الکترونیک ۳، میکروپروسسور، معماری کامپیوتر، مدارهای مخابراتی، فیزیک مدرن و فیزیک الکترونیک از جمله دروس اصلی گرایش الکترونیک محسوب می‌شوند. 

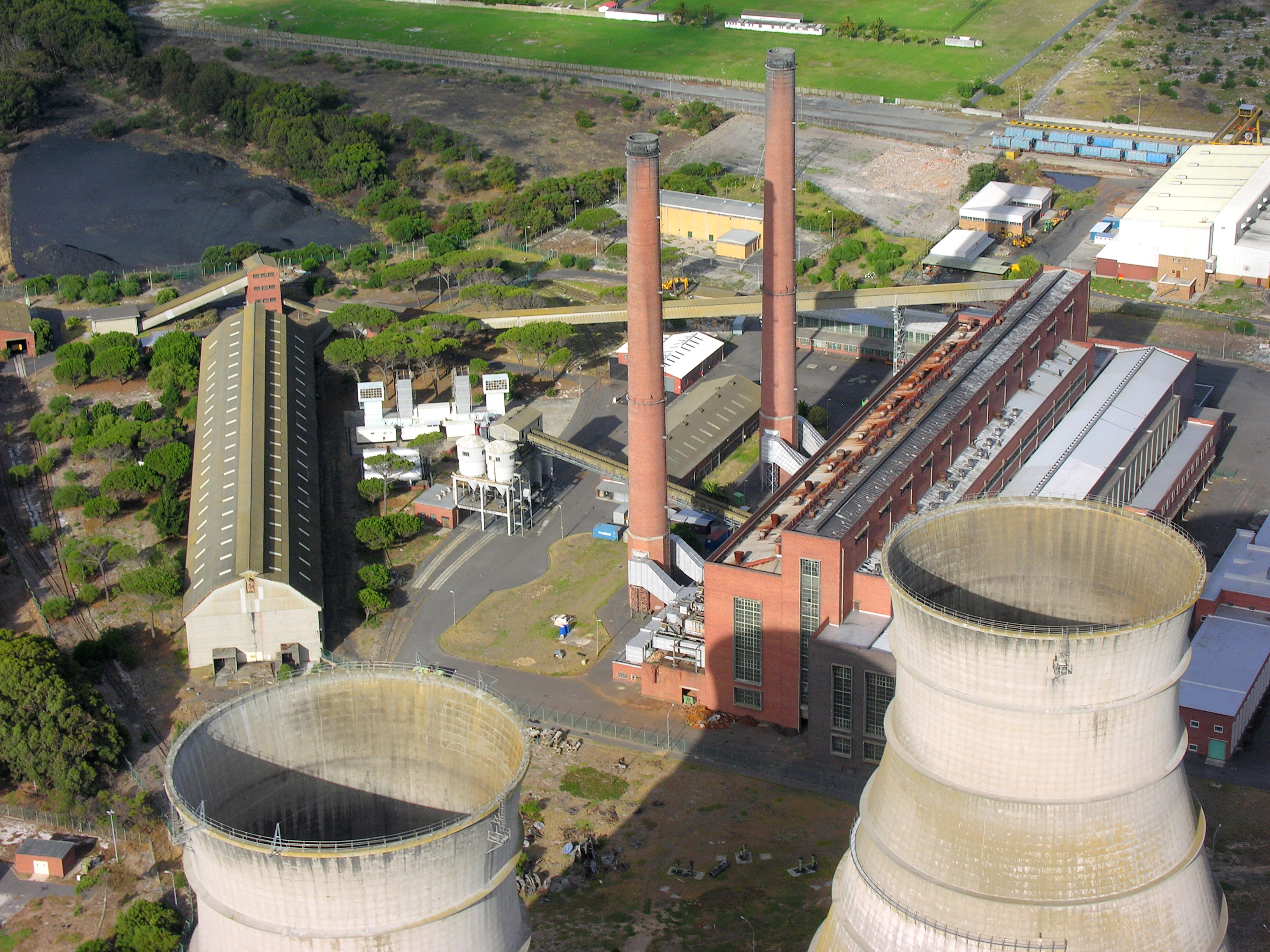
مهندسی قدرت با سیستم⁯های قدرت به ویژه تولید، انتقال، توزیع توان الکتریکی، تبدیل انرژی الکتریکی به شکل⁯های دیگر انرژی و تجهیزات الکترومکانیکی سروکار دارد.

### گرایش قدرت

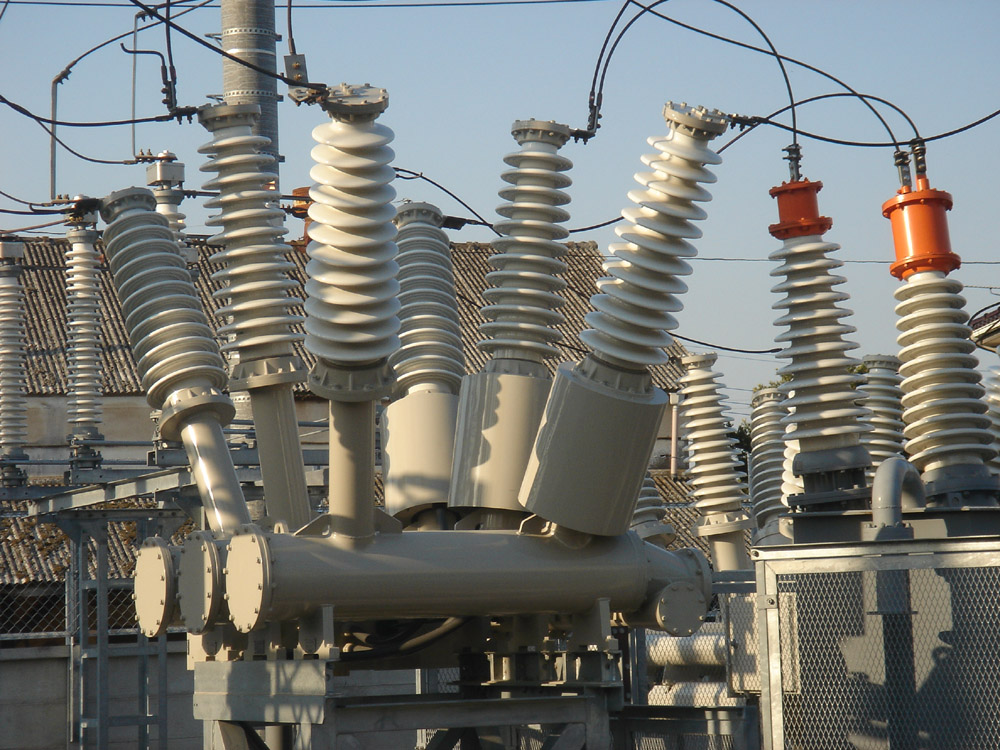
مهندسین قدرت سیستم‌های انتقال و توزیع برق را طراحی و اجرا می‌کنند.

مهندسی قدرت با تولید، انتقال و توزیع انرژی الکتریکی و ساخت برخی دستگاه‌های مربوط به آن نظیر ترانسفورمرها، ژنراتورهای الکتریکی و موتورهای الکتریکی سروکار دارد.

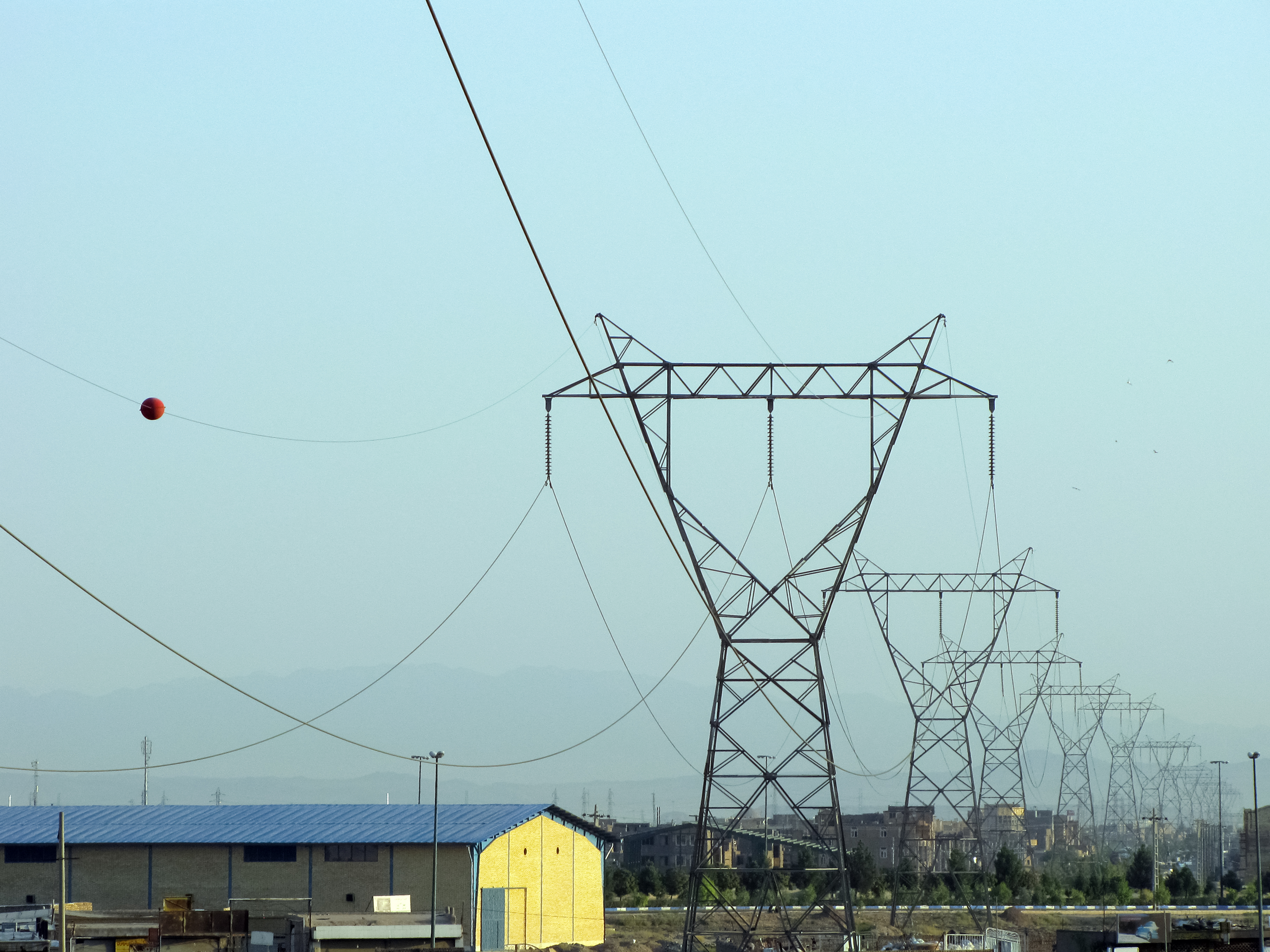
کابل‌ها و دکل‌های برقی در ایران که وظیفه انتقال برق به نقاط دورتر از نیروگاه را دارند

در مبحث انتقال و توزیع: روش‌های مختلف انتقال برق اعم از کابل‌های هوایی و زیرزمینی، اصول مهندسی فشار قوی و همچنین مدیریت شبکه توزیع و توزیع بهینه را مطالعه می‌کنند.
مبحث حفاظت: نیز به بررسی انواع وسایل و تجهیزات حفاظتی‌ای می‌پردازد که در مراحل مختلف تولید، توزیع، انتقال و مصرف انرژی و تأسیسات الکتریکی و نیز انسان‌ها را در برابر حوادث مختلف محافظت می‌کنند.
گرایش ماشین‌های الکتریکی: شامل ژنراتورها، ترانسفورمرها و موتورهای الکتریکی می‌شود که این شاخه از زمینه‌های مهم صنعتی و پژوهشی گرایش قدرت است.
گرایش الکترونیک قدرت: به طراحی و بهره‌برداری از تجهیزات الکترونیکی ویژه سیستم‌های قدرت می‌پردازد. این تجهیزات باید با ولتاژ و جریان‌های بالا سازگار باشند.
ماشین‌های الکتریکی ۳، بررسی سیستم‌های قدرت ۲، حفاظت سیستم، رله و حفاظت، اصول مهندسی عایق و فشار قوی، تولید و نیروگاه، طراحی و توسعه شبکه و مدیریت توزیع از اصلی‌ترین دروس این گرایش می‌باشند.

### گرایش مخابرات
مخابرات، گرایشی از مهندسی برق است که در حوزه ارسال و دریافت اطلاعات از روش‌های موجی و مخابراتی فعالیت می‌کند.
مهندسی مخابرات از دو قسمت عمدهٔ مخابرات میدان و موج و سیستم‌های مخابراتی تشکیل می‌شود. دروس اصلی گرایش مخابرات در مقطع کارشناسی عبارت است از: میدان و امواج، مایکروویو و آنتن، فیلتر و سنتز مدار (مرتبط یا مخابرات میدان) مخابرات دیجیتال و اصول پردازش سیگنال‌های گسسته در زمان.

#### مخابرات میدان
در مبحث میدان، مهندسان با ارسال، انتشار و دریافت امواج الکترومغناطیسی از طریق یک کانال مخابراتی و فرستنده و گیرنده سروکار دارند. به عبارت دیگر، می‌توان گفت مهندسین میدان به‌طور عمده با جنبهٔ فیزیکی چگونگی انتقال امواج حاوی اطلاعات، از نقطه‌ای به نقطهٔ دیگر روبه‌رو هستند.
برخی از دروس گرایش مخابرات میدان در مقطع کارشناسی ارشد عبارت است از الکترومغناطیس پیشرفته، ریاضیات مهندسی پیشرفته، اجزاء نیمه هادی مایکروویو، طراحی مدارات فعال مایکروویو، فیبر نوری، تئوری پراکندگی امواج و روش‌های عددی در الکترومغناطیس.

#### سیستم‌های مخابراتی
حوزه فعالیت در گرایش سیستم بسیار گسترده است و شامل مباحث متنوعی همچون پردازش سیگنال، مخابرات بی‌سیم، شبکه‌های مخابراتی و موبایل، شبکه‌های کامپیوتری، تئوری اطلاعات، مخابرات نوری و امنیت است. به‌طور کلی محققان گرایش سیستم، سعی در مقاوم‌سازی سیستم در برابر نویز، انتقال مؤثر سیگنال و در نهایت آشکارسازی یک سیگنال مخابراتی دارند. اما در این فرایند معمولاً محققان گرایش سیستم به ساختار فیزیکی سیستم توجه چندانی ندارند و یک سیستم مخابراتی را همچون یک جعبه سیاه در نظر می‌گیرند و تمرکز اصلی را بر بهبود پارامتریک سیگنال از دیدگاه ریاضیاتی می‌گذارند. این گرایش نزدیکی بسیار زیادی با مباحث ریاضیات کاربردی به خصوص آنالیز ریاضی و فرایندهای تصادفی دارد.
دروس گرایش سیستم‌های مخابراتی در مقطع کارشناسی ارشد بسیار متنوع است. برخی از این دروس عبارتند از: فرایند تصادفی، مخابرات پیشرفته، تئوری اطلاعات، تئوری کدینگ، تئوری تخمین و آشکارسازی، تئوری صف، اصول سیستم‌های رادار، مخابرات ماهواره‌ای، پردازش گفتار، پردازش تصویر و ویدئو، پردازش زمان - فرکانس، مخابرات نوری، فیبر نوری ، انتقال داده و شبکه‌های کامپیوتری، شبکه مخابرات داده.

#### مخابرات رمز

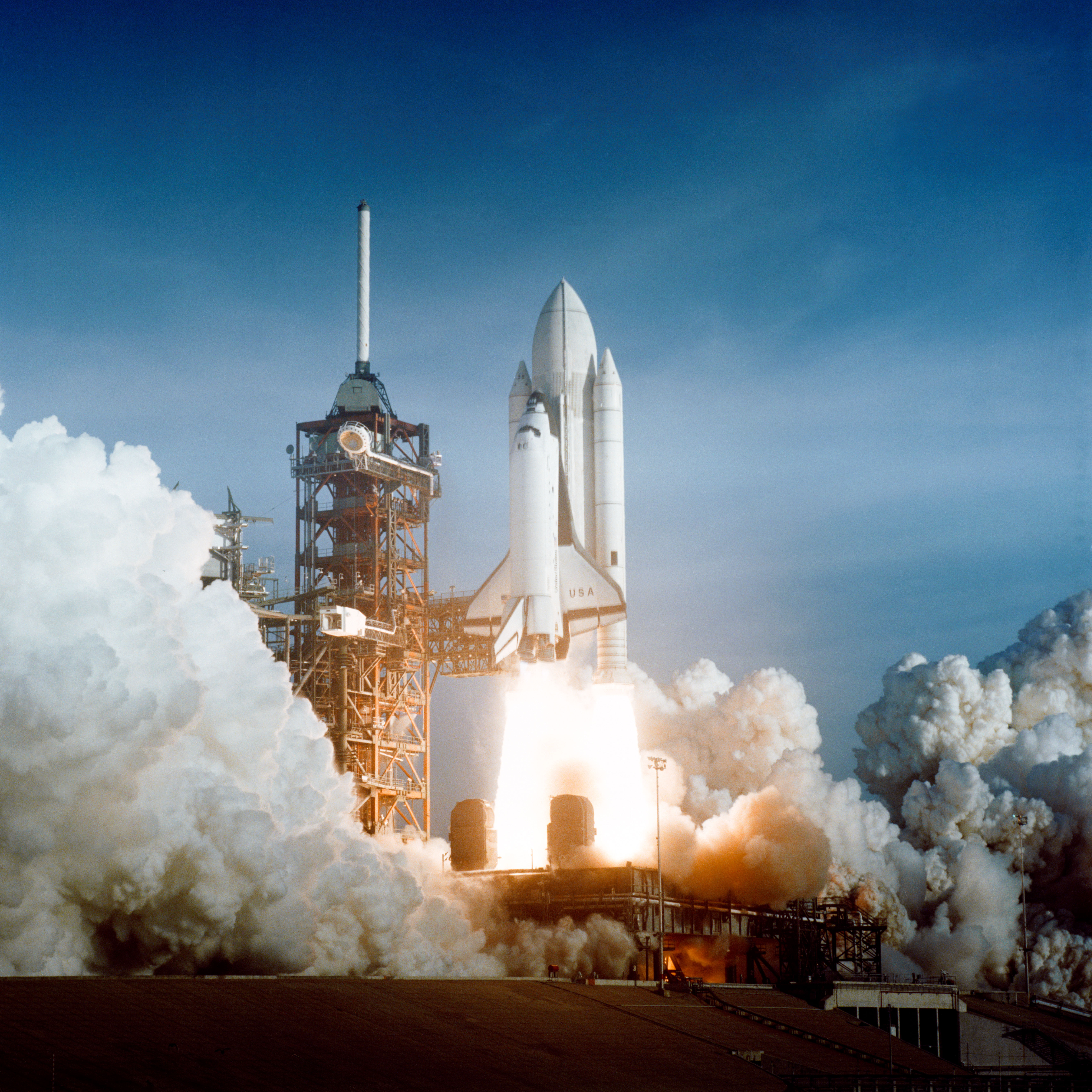
مهندسی کنترل به مدل‌سازی ریاضی سیستم‌ها و بررسی دینامیک آن‌ها و در نهایت، طراحی کنترل‌کننده‌ها برای سیستم‌های مورد نظر می‌پردازد.

با توجه به گسترش حوزه فعالیت محققان گرایش مخابرات سیستم و به منظور تمرکز بر مباحث امنیت گرایش رمز برای اولین بار در ایران در سال ۱۳۷۸ در پژوهشکدهٔ الکترونیک دانشگاه شریف وابسته به دانشکدهٔ برق این دانشگاه، پذیرش دانشجو در مقطع کارشناسی ارشد را آغاز کرد. از این رو این گرایش نزدیکی بسیاری با گرایش مخابرات سیستم دارد. در حال حاضر علاوه بر دانشگاه صنعتی شریف، دانشگاه تهران و دانشگاه صنعتی اصفهان و دانشگاه صنعتی مالک اشتر نیز این گرایش را در مقطع کارشناسی ارشد مخابرات اضافه کرده‌اند. البته گرایش مخابرات رمز در ایران دارای مقطع دکترا نیست و دانشجویان علاقه‌مند فعالیت‌های پژوهشی خود را در این مقطع در زمینه‌های مرتبط تحت عنوان گرایش مخابرات سیستم انجام خواهند داد. عمده فعالیت محققان مخابرات رمز در حوزه ارسال و دریافت امن اطلاعات می‌باشد که به‌طور کلی شامل امنیت در پردازش سیگنال، امنیت در شبکه‌های کامپیوتری، امنیت در الگوریتم‌های رمزنگاری و امنیت در انتقال اطلاعات می‌باشد.
دروس اصلی این گرایش در دانشگاه صنعتی شریف شامل ریاضیات رمزنگاری، اصول رمزنگاری، رمزنگاری پیشرفته، تئوری اطلاعات و کدینگ، مخابرات پیشرفته و فرایندهای تصادفی است. ضمناً دانشجویان می‌توانند دروسی مانند نهان‌سازی اطلاعات، تئوری اطلاعات شبکه، امنیت در شبکه‌های کامپیوتری و… را به عنوان دروس اختیاری اخذ کنند.

### گرایش کنترل

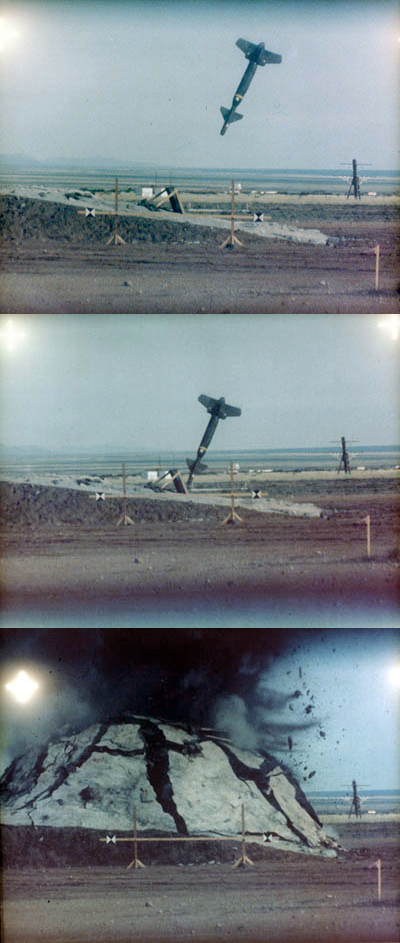
یک بمب سنگرشکن هدایت‌شونده به هدف اصابت می‌کند. هدایت پرتابه‌ها یک مسئله مرتبط با مهندسی کنترل است.

هدف این علم، کنترل متغیرهای اساسی سیستم بر مبنای برخی ملاکهای مطلوب می‌باشد، به عنوان یک مثال ساده می‌توان کنترل زمان اوج‌گیری یک هواپیمای جنگنده را در نظر گرفت. در این مثال، زاویه پره‌های هواپیما، میزان سوخت تزریقی و سایر متغیرهای تأثیرگذار بایستی با روش‌های ریاضی محاسبه و سیستم کنترل‌کننده به دقت طراحی شود تا بتوان زمان عکس‌العمل سیستم را کاهش داد و آن را در برابر اثرات محیط (مانند وزش باد یا …) مقاوم کرد.
مهندسی کنترل، حلقه اتصال میان مهندسی برق و رشته‌های دیگر می‌باشد. امروزه مهندسی کنترل به صورت بخش اصلی و مهمی از فرایندهای صنعتی و تولیدی درآمده است.
گفتنی است که گرایش کنترل دارای زیر بخش‌های متنوعی مانند کنترل خطی، کنترل غیرخطی،کنترل مقاوم،کنترل تطبیقی،کنترل دیجیتال، کنترل فازی و غیره است.
از دروس اصلی این گرایش می‌توان به کنترل دیجیتال و کنترل غیرخطی، کنترل مدرن، کنترل صنعتی، ابزار دقیق، اصول میکروکامپیوتر، ترمودینامیک، مبانی تحقیق در عملیات، سیستم‌های کنترل پیشرفته و سیستمهای کنترل خطی اشاره کرد.